# Paragallinula
Genre
Paragallinula est un genre monotypique d'oiseaux de la famille des Rallidae.

## Liste des espèces
Selon la classification de référence du Congrès ornithologique international (version 6.4, 2016) :
- Paragallinula angulata — Gallinule africaine (Sundevall, 1850)